# Arnold Orville Beckman

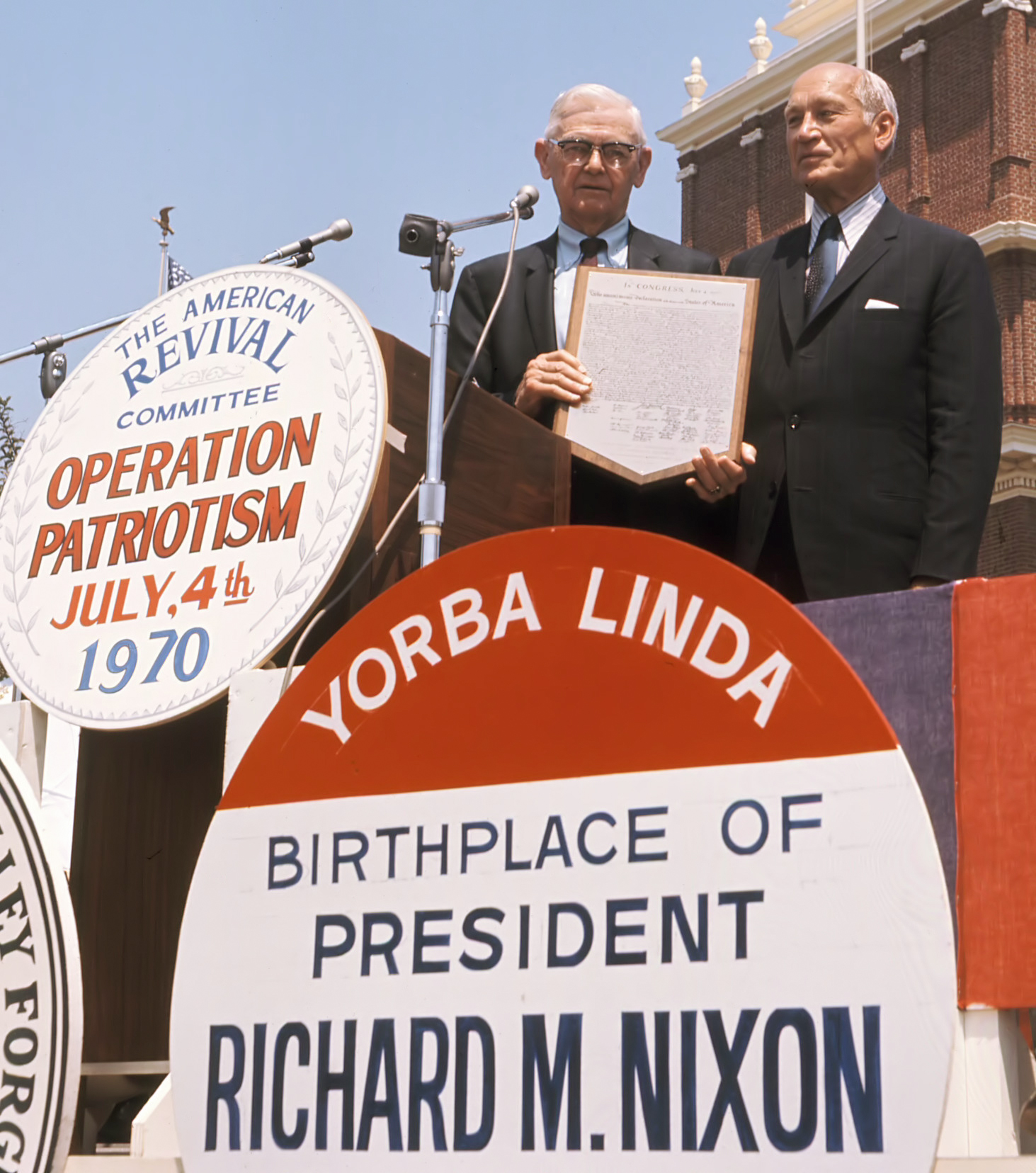
Walter Knott (links) mit Arnold Beckman 1970

Arnold Orville Beckman (* 10. April 1900 in Cullom, Livingston County, Illinois; † 18. Mai 2004 in La Jolla, San Diego, Kalifornien) war ein US-amerikanischer Chemiker, der 1935 die Firma National Technical Laboratories, ab 1950 Beckman Instruments, im Jahr 2010 mit dem Namen Beckman Coulter, gründete. Die Gründung basierte auf seiner Erfindung des pH-Messgeräts.

## Leben
Der Sohn eines Schmieds fand im Alter von neun Jahren ein Chemiebuch und begann zu experimentieren. Sein Vater unterstützte sein Interesse und ließ ihn einen Werkzeugschuppen zum Labor ausbauen. Im August 1918 kam er zu den Marines, hatte aber das Glück, dass der Krieg im November endete. Beim YMCA lernte er Mabel Meinzer kennen.
Er ging an die University of Illinois, an der er 1922 seinen Bachelor in Chemie erlangte, und im folgenden Jahr seinen Master in Physikalischer Chemie. Für sein Doktorat ging er zunächst ans California Institute of Technology zu Roscoe G. Dickinson. Er kehrte nach einem Jahr nach New York zu Mabel zurück, wo er eine Stelle bei Western Electric fand, für die er ein Qualitätssicherungsprogramm für die Herstellung von Elektronenröhren entwickelte. Hier lernte er auch Schaltungsdesign und begann sich für Elektronik zu interessieren.
Am 10. Juni 1925 heiratete er Mabel und ging mit ihr im folgenden Jahr nach Kalifornien, wo er sein Studium am Caltech wieder aufnahm. Er studierte die UV-Photolyse und arbeitete an einem Instrument zur Messung der Energie von UV-Licht. 1928 erlangte er seinen Doktor und wurde Professor am Caltech. Ferner wurde er Berater für Außenstehende.
Einer seiner Kunden suchte eine Tinte, die nicht verklumpt. Beckmans Lösung war Buttersäure, die aber wegen ihres höchst unangenehmen Geruchs niemand verarbeiten wollte, so dass er entschied, es selbst zu tun und mit Hilfe zweier Studenten National Inking Appliance Company gründete. Das Wiedereinfärben von Schreibbändern war aber nicht erfolgreich.
Ein anderer Kunde, Sunkist Growers, Inc., hatte Probleme mit seinem eigenen Herstellungsprozess. Nicht verwertbare Zitronen wurden zu Pektinen oder Zitronensäure verarbeitet. Sunkist musste hierzu jederzeit die Stärke der Säure wissen. Dafür erfand Beckman 1935 das pH-Messgerät.
1955 unterstützte er die Gründung von Shockley Semiconductor Laboratory als Tochtergesellschaft von Beckman Instruments, um William B. Shockley bei seiner Forschung in der Halbleitertechnologie zu unterstützen. Weil Shockleys Mutter in Palo Alto lebte, gründete er das Labor nahe Mountain View. Damit war Silicon Valley geboren.
Beckman wurde 1976 zum Mitglied der American Academy of Arts and Sciences gewählt. 1988 erhielt er die National Medal of Technology and Innovation.